# Valeria Rees
Valeria Rees Loría (Heredia, 5 giugno 1993) è una modella costaricana, nota per essere stata la vincitrice di Miss Universo Costa Rica 2021.

## Concorso di bellezza

### Miss Mundo Costa Rica 2019
Il 15 ottobre 2019, Rees ha gareggiato a Miss Mundo Costa Rica 2019, finendo come 3ª classificata.

### Miss Costa Rica 2020
Il 18 novembre 2020, è stata una delle dieci finaliste che hanno gareggiato per il titolo di Miss Costa Rica 2020 presso l'Estudio Marco Picado di Nunciatura, provincia di San José, e piazzata 2ª classificata.

### Miss Universo 2021
Come Miss Costa Rica, Rees è stata ufficialmente nominata rappresentante della Costa Rica a Miss Universo 2021 dopo essere arrivata 2ª classificata a Miss Costa Rica 2020.